# Hett
Hett – osada w Anglii, w hrabstwie Durham. Leży 7 km na południe od miasta Durham i 369 km na północ od Londynu.